# Aaron-Claude-Théodore Chaponnel
Aaron-Claude-Théodore Chaponnel (8 janvier 1774 - Paris ✝ 8 juillet 1809 - Vienne (Autriche)) était un militaire français des XVIIIe et XIXe siècles.

## Biographie
Garde du corps surnuméraire en 1788, élève d'artillerie en 1789, sous-lieutenant au 105e régiment d'infanterie le 26 mars 1792, il entra dans les ponts et chaussées à titre d'élève en 1793.
Admis de nouveau dans l'armée comme hussard au régiment des volontaires de l'armée de réserve le 20 frimaire an VIII, il obtint le grade de lieutenant au régiment des hussards volontaires le 11 frimaire suivant, et celui de capitaine commandant les dragons de la garde du général en chef de l'armée des Grisons le 27 nivôse an IX.
Il fit les campagnes de l'an VIII et de l'an IX à la seconde armée de réserve et à l'armée des Grisons. Employé en qualité de capitaine de cavalerie à l'armée expéditionnaire de Saint-Domingue le 13 brumaire an X, il prit le 10 thermidor le commandement de la gendarmerie de Jacmel, et fut nommé chef d'escadron aide de camp du général en chef Leclerc le 9 nivôse an XI. À l'assaut du fort de la Crète-à-Pierrot, il reçut un coup de feu à la hanche.
Revenu en France et attaché à l'état-major de l'armée de Brest, il commanda le 4e arrondissement des côtes le 8 ventôse an XII. L'Empereur lui accorda la décoration de la Légion d'honneur le 25 prairial de la même année. Passé au 1er régiment de chasseurs à cheval le 3 germinal an XII, il devint aide de camp du général Oudinot le 10 novembre 1806, et adjudant-commandant chef d'état-major des grenadiers réunis de la réserve le 30 mars 1807.
C'est dans ces différentes positions qu'il fit les guerres d'Autriche, de Prusse et de Pologne de l'an XIV à 1807. Le colonel Montbrun, du 1er de chasseurs, lui délivra à Rohrau, le 1er janvier 1806, le certificat que voici : « J'atteste que le chef d'escadron Chaponnel s'est montré avec infiniment de valeur dans, les affaires que le régiment à eues sur la route de Braunau, hier, et qu'il s'est distingué à celle de Haag, où il se précipita au milieu de 600 Autrichiens et Russes, et où il eut son cheval tué. Cet officier n'a cessé de donner des preuves de la plus grande inlelligence pendant tout le cours de celle campagne. J'ai demandé plusieurs fois une récompense pour sa belle conduite. »
Officier de la Légion d'honneur le 28 octobre 1808, il fit encore les campagnes d'Allemagne, et mourut à Vienne (Autriche) le 8 juillet 1809 des suites de blessures qu'il avait reçues le 22 mai à la bataille d'Essling.

## Armoiries
| Figure | Blasonnement |
|        | Armes du baron Chaponnel et de l'Empire (décret du 19 mars 1808, lettres patentes du 27 novembre 1808 (Camp impérial d'Aranda de Duero)) Parti d'azur et de gueules, coupé de sinople, l'azur à l'étoile d'argent ; le gueules au signe des barons militaires ; le sinople au croissant montant d'argent sur lequel broche un sabre de hussard, d'or, la pointe haute. Livrées : les couleurs de l'écu, le verd dans les bordures seulement. |